# نحو (حوسبة)

النحو في لغات البرمجة مجموعة من الرموز والشفرات في رماز المصدر الغاية منها تركيب مصدر متجانس ومتسلسل واضح لبرمجة تعليمة ما

النحو أو علم النحو أو التركيب أو التركيب النحوي أو علم التراكيب أو الصياغة أو القواعد اللغوية في لغات البرمجة مجموعة من الرموز والشفرات في رماز المصدر الغاية منها تركيب مصدر متجانس ومتسلسل واضح لبرمجة تعليمة ما. قواعد لغة البرمجة تحدد دائما لكل شفرة طريقة كتابتها لتكون وحدة كاملة صحيحة يستطيع المصرّف والمترجم فهمها ومن ثم الترجمة إلى لغة آلة تفهمها وحدة المعالجة المركزية.